# Сазонова-Шувалова, Любовь Николаевна
Любовь Николаевна Сазонова-Шувалова (при рождении Сазонова, псевдоним — Шувалова, в браке — Анчутина; 3 (15) или 5 (17) февраля 1878, Санкт-Петербург — 3 января 1920, Петроград) — русская драматическая актриса.
Из театральной семьи: мать — актриса и писательница Софья Ивановна Смирнова-Сазонова, отец — актёр Николай Фёдорович Сазонов (псевдоним — Шувалов).
Училась актёрскому мастерству у отца. Выйдя на сцену, взяла отцовский псевдоним.
Дебютировала в спектаклях Кружка любителей в зале А. И. Павловой (1895), играла небольшие роли. В 1897 выступала в петербургских летних пригородных театрах.
Изображена на портрете кисти Ильи Репина (1899, РОМИИ, г. Ростов-на-Дону). Картина написана в год театрального дебюта девушки, вероятно, для её родителей.
Друзья родителей (А. П. Чехов, А. С. Суворин и др.) приветствовали молодую актрису, хотя и отмечали её неопытность.
Затем, как и отец, входила в труппу Александринского театра (01.05.1898 — 1919). Там сразу получила значительные роли: Ксения («Царь Борис»), Аглая («Идиот»), Дуня («Не в свои сани не садись»), Поликсена («Правда — хорошо, а счастье лучше») и др.; затем роли стали помельче.
С 1909 года замужем за поручиком лейб-гвардии артиллерийской бригады Петром Константиновичем Анчутиным (07.02.1883 — 30 января 1927), впоследствии полковником Белой армии, умершим в эмиграции в Париже.
Служила в театре до самой смерти.